# Thomas Amory
Thomas Amory (c. 1691 – 25 de novembro de 1788) foi um escritor britânico. Seu pai era o secretário de propriedades perdidas, na Irlanda. Foi uma pessoa excêntrica e parece ter vivido uma vida muito isolada.
Em 1755 publicou Memoirs containing the lives of several ladies of Great Britain, a History of Antiquities and Observations on the Christian Religion, que foi seguido pela Life of John Buncle, Esq. (Vol. I, 1756, e Vol. II, 1766), praticamente uma continuação. Os conteúdos destas obras são diversos—filologia, ciências naturais, teologia, e além disso, muitos tratados sem qualquer sistema, mas com originalidade ocasional e felicidade de expressão. O autor, que era um excêntrico de renome, tinha um aspecto peculiar, com a maneira de um cavalheiro, e quase nunca saía de casa, exceto no crepúsculo. Atingiu a idade de 97 anos.